# Музей історії міста Бердичева
Музе́й істо́рії мі́ста Берди́чева — історичний музей у місті Бердичеві, районному центрі Житомирської області; міськрайонний культурний, краєзнавчий і просвітній осередок, що розкриває історію важливого торгівельно-релігійного центру міста Бердичева та його околиць.

## Загальна інформація
Музейний заклад міститься в одній з будівель комплексу споруд Монастиря Кармелітів Босих, а саме у флігелі, що правив за будинок священиків, і розташований за адресою:
пл. Соборна, буд. 25, м. Бердичів (Житомирська область, Україна) — 13 300.
Режим роботи:
- працює з 9.00 год. до 17.00 год.;
- обідня перерва — з 13.00 год. до 14.00 год.;
- вихідний день — понеділок, неділя.

## Історія музею

### Музей у довоєнний час
Історичний музей у Бердичеві був відкритий 14 листопада 1926 року, і називався він соціально-історичним музеєм. Під заклад були використані будівлі колишнього монастиря Босих кармелітів. 
Згідно з довоєнними даними в музеї зберігалось багато чого: зразки коштовних тканин (парча, шовк, оксамит); готична та барочна скульптура, картини значної художньої цінності (згадуються твори Гальса, вчителя Рембрандта); сотні взірців іконопису строгановської, новгородської, української шкіл; близько 30 томів антикварної літератури; унікальне зібрання філософської літератури XVI століття; понад півтисячі килимів. Ці експонати стали основою музейного фонду, поруч із залишеними по завершенні буремних революційних часів монастирськими коштовностями, церковним начинням, зброєю, прапорами польських легіонів, книг з багатої бібліотеки монастиря.
Під час Другої світової війни, в роки окупації Бердичева, значна частина експонатів музею була знищена, частково вивезена до Німеччини, а самі монастирські будівлі, в яких був музей, зазнали численних бомбардувань та обстрілів, були пошкоджені й частково зруйновані.

### Музей у повоєнні роки
З перших днів після звільнення міста музей почали відновлювати. І вже 29 грудня 1944 року після здійсненої музейними працівниками кропіткої роботи із збирання та систематизації вцілілих експонатів музей було відкрито. На той час він складався з 4-х відділів: археологічного, історичного, етнографічного та відділу Великої Вітчизняної війни.
Проте на початку 1950-х років розвиток Бердичівського історичного музею призупиняється — зокрема, згідно з постановою про розширення обласних музеїв фонди Бердичівського музею було передано в Житомирський краєзнавчий музей. Відтак, у 1954 році Бердичівський історичний музей припинив своє існування.
Лише через 30 років, у 1984 році, в Бердичеві знову було відкрито краєзнавчий музей. Для розміщення музейної експозиції  виділили одне з приміщень школи № 5, в якому раніше була дитяча бібліотека. В тодішніх музейних фондах знайшли своє місце цінні та цікаві матеріали, які містили в собі дослідження історії Бердичівщини з часів перших поселень Трипільської культури і до початку XX століття. Мешканці міста подарували закладу ікони XVII-XIX століть. 

### Музей за Незалежності України
Визначною подією в культурному житті Бердичева й Житомирщини 22 серпня 2003 року стало відкриття нового приміщення музею історії міста — на території кляштору Босих кармелітів. 
У 2000-х чимало для розвитку музейного закладу зробила тодішня директорка музею Н. М. Левашова. Зокрема під час її директорства і за сприяння міської влади та завдяки допомозі меценатів у 2-й половині 2000-х був здійснений ремонт приміщень музею, а на початку 2010 року — відкрито нову залу (8-му), присвячену воїнам-інтернаціоналістам.  
У 2010-х з огляду на зміни в політичному житті України тривала реекспозиція Музею історії міста Бердичева.

## Експозиція та діяльність
У двоповерховому приміщенні Музею історії міста Бердичева міститься 8 експозиційних залів: 
- етнографічна;
- історична: Бердичів і околиці від давнини до XX століття;
- початку XX століття і визвольних змагань українців 1917-21 років;
- зала II Світової війни, що розповідає, зокрема, про трагедію місцевих євреїв;
- зала, присвячена видатним людям Бердичівщини;
- 2 зали, що висвітлюють сьогодення Бердичева, в тому числі присвячена військовикам сучасності, а також спортивній славі міста;
- виставкова зала, де експонуються змінні виставки.

Унікальними експонатами музею є: Євангеліє 1780 року видання (надруковане старослов'янською мовою, оклад виготовлено в друкарні кляштору Босих кармелітів, на лицьовій стороні зображено Розп'яття Ісуса Христа, а на тильній — образ матері Божої Бердичівської); турецький орден за заповзяття, самовідданість та вірність «Меджида»; знак «50-річчя Петровського Полтавського кадетського корпусу» тощо.
У теперішній час (кінець 2010-х) Бердичівський історичний музей посідає належне провідне місце в культурно-мистецькому житті міста: тут постійно відбуваються різнопланові заходи, зокрема, тематичні фото- і артвиставки, зустрічі з цікавими особистостями, концерти фольклорних та самодіяльних колективів, майстер-класи тощо.